# اندیس قره دره
قره دره یک اندیس فلزی است که در حوالی شهر تاکستان استان قزوین قرار دارد و مادهٔ معدنی موجود در آن، مس است.سنگ میزبان این اندیس آندزیت است  در این اندیس، پاراژنز‌های لیمونیت یافت می‌شوند.